# Cratere Riemann
Riemann è un grande cratere lunare di 117,85 km situato nella parte nord-orientale della faccia visibile della Luna.